# Perotrochus maureri
Perotrochus maureri är en snäckart som beskrevs av Harasewych och Askew 1993. Perotrochus maureri ingår i släktet Perotrochus och familjen Pleurotomariidae. Inga underarter finns listade i Catalogue of Life.